# Qingshanhu (sockenhuvudort i Kina, Zhejiang Sheng, lat 30,25, long 119,81)
Qingshanhu är en sockenhuvudort i Kina. Den ligger i provinsen Zhejiang, i den östra delen av landet, omkring 34 kilometer väster om provinshuvudstaden Hangzhou. Antalet invånare är 30 385. Befolkningen består av 13 314 kvinnor och 17 071 män. Barn under 15 år utgör 11,0 %, vuxna 15-64 år 81 %, och äldre över 65 år 7,0 %.
Runt Qingshanhu är det tätbefolkat, med 343 invånare per kvadratkilometer. Närmaste större samhälle är Lin'an, 9,2 km väster om Qingshanhu. I omgivningarna runt Qingshanhu växer i huvudsak blandskog.
Genomsnittlig årsnederbörd är 2 072 millimeter. Den regnigaste månaden är juni, med i genomsnitt 365 mm nederbörd, och den torraste är januari, med 83 mm nederbörd.